# Храм Преподобног Сисоја Великог у Гаврићима
Храм Преподобног Сисоја Великог у Гаврићима, насељу на територији града Добоја, припада Епархији зворничко–тузланској Српске православне цркве.

## Историјат
Храм Преподобног Сисоја Великог у Гаврићима је димензија 18×9 метара. Градња је почела 2004. године, а завршена је током 2010. Темеље храма, куполске крстове и звоно је 6. септембра 2008. године освештао епископ зворничко-тузлански Василије Качавенда, као и 16. јула 2011. године. Иконостас од буковине су израдили Саво Живковић и Миленко Тодоровић из Гаврића. Иконе на иконостасу је осликао Дарко Живковић из Крагујевца.